# Reprezentacja Irlandii w piłce siatkowej mężczyzn
Reprezentacja Irlandii w piłce siatkowej mężczyzn — reprezentacja narodowa w piłce siatkowej założona w 1982 roku, występująca na arenie międzynarodowej od 1982 roku, czyli od powstania Narodowego Związku Piłki Siatkowej. Od 1982 roku jest członkiem FIVB i CEV. Za jej funkcjonowanie odpowiedzialny jest Volleyball Association of Ireland (VAI).
Mistrzostwa Europy Małych Państw:
- 2000 - 10.
- 2002 - 7.
- 2004 - 7.
- 2007 - nie brała udziału
- 2009 - nie brała udziału
- 2011 - 8.
- 2013 - 10.
- 2015 - nie brała udziału
- 2017 - nie brała udziału
- 2019 - nie brała udziału